# 293 (عدد)
293 هو عدد صحيح طبيعي بين 292 و294

## في الرياضيات

### خصائص
- 293 عدد أولي
- 293 عدد فردي
- 293 عدد ناقص